# Agogo Records
Agogo Records ist ein Schallplattenlabel aus Hannover, Niedersachsen.

## Gründer
Agogo Records wurde 2007 von Ralf Droesemyer, Mark „Foh“ Wetzler und Ralf Zitzmann gegründet. 

## Geschichte
Der erste Release von The Juju Orchestra Kind of Latin Rhythm wurde seit März 2007 mehr als 30.000 mal verkauft. Es folgten weitere Scheiben des Genres „global soul music“ wie beispielsweise Sunshine Today von Mo’ Horizons, Mop Mops Isle of Magic oder Raw and Cooked vom Hidden Jazz Quartett.
Nach der Insolvenz des weltweiten Vertriebspartners Soul Seduction wurde ein Vertrag mit Indigo geschlossen. Seit 2013 zeichnet Studio K7 für den Vertrieb von Agogo Records verantwortlich. Agogo Records hat eine Edition bei Warner/Chappell Music namens Edition Agogo Music gegründet. Einige Songs des Labels sind für diverse Werbespots (Miu Miu) und Filme (Zoolander 2, Die Wahlkämpferin) benutzt worden.

## Künstler
- Mo’ Horizons
- The Juju Orchestra
- Una Mas Trio
- WANUBALÉ
- Fab Samperi
- The Undercover Hippie
- Hidden Jazz Quartett
- Dj Farrapo & Yanez
- Mop Mop
- Gabriele Poso
- The Hi-Fly Orchestra
- Opez
- Manuel Volpe & Rhabdomantic Orchestra
- Miramode Orchestra
- Seraleez
- Blay Ambolley
- Nautilus
- Onom Agemo & The Disco Jumpers
- Savages y Suefo
- Renegades of Jazz
- Linear John
- Da Lata
- Stephan Abel
- Salt